# Nicefor II (patriarcha Jerozolimy)
Nicefor II – prawosławny patriarcha Jerozolimy w latach 1166–1170.